# Puchar Wysp Owczych w piłce siatkowej mężczyzn (2021)
Puchar Wysp Owczych w piłce siatkowej mężczyzn 2021 (far. Steypakappingar í flogbólti menn 2021) – 22. sezon rozgrywek o siatkarski Puchar Wysp Owczych zorganizowany przez Związek Piłki Siatkowej Wysp Owczych (Flogbóltssamband Føroya, FBF). Zainaugurowany został 9 stycznia 2021 roku. W rozgrywkach o Puchar Wysp Owczych uczestniczyły cztery drużyny grające w Meistaradeild.
Rozgrywki składały się z fazy grupowej, półfinałów oraz finału.
Finał odbył się 27 lutego 2021 roku w Stórhøll á Hálsi w Thorshavn. Po raz dziewiąty Puchar Wysp Owczych zdobył klub ÍF, pokonując w finale Mjølnir. Najlepszymi zawodnikami finału wybrani zostali Arthus Djurhuus Poulsen oraz Trygvi á Brekkukletti.

## System rozgrywek
W Pucharze Wysp Owczych 2021 uczestniczą cztery drużyny grające w Meistaradeild. Rozgrywki składają się z fazy grupowej oraz półfinałów i finału.
W fazie grupowej drużyny rozgrywają między sobą po jednym meczu. Na podstawie miejsc w tabeli powstają pary półfinałowe zgodnie z kluczem: 1-4; 2-3. Zwycięzcy w parach półfinałowych rozgrywają jedno spotkanie finałowe o Puchar Wysp Owczych.

## Drużyny uczestniczące
| Meistaradeild (4 drużyny) | Meistaradeild (4 drużyny) |
| ------------------------- | ------------------------- |
| Fleyr                     | półfinał                  |
| ÍF                        | zwycięstwo                |
| Mjølnir                   | finał                     |
| SÍ                        | półfinał                  |

## Rozgrywki

### Faza grupowa
Tabela
| Lp. | Drużyna | Pkt | Mecze | Mecze   | Mecze   | Sety | Sety | Sety | Małe punkty | Małe punkty | Małe punkty |
| Lp. | Drużyna | Pkt | M     | W (3:2) | P (2:3) | wyg. | prz. | +/-  | zdob.       | str.        | +/-         |
| --- | ------- | --- | ----- | ------- | ------- | ---- | ---- | ---- | ----------- | ----------- | ----------- |
| 1.  | ÍF      | 9   | 3     | 3 (0)   | 0 (0)   | 9    | 3    | +6   | 292         | 244         | +48         |
| 2.  | Mjølnir | 5   | 3     | 2 (1)   | 1 (0)   | 7    | 5    | +2   | 275         | 259         | +16         |
| 3.  | Fleyr   | 4   | 3     | 1 (0)   | 2 (1)   | 6    | 6    | 0    | 251         | 275         | –24         |
| 4.  | SÍ      | 0   | 3     | 0 (0)   | 3 (0)   | 1    | 9    | –8   | 207         | 247         | –40         |

Źródło: FBF
Zasady ustalania kolejności: 1. liczba zdobytych punktów; 2. bilans setów; 3. bilans małych punktów.
Punktacja: 3:0 i 3:1 - 3 pkt; 3:2 - 2 pkt; 2:3 - 1 pkt; 1:3 i 0:3 - 0 pkt
Wyniki spotkań
| 09.01.2021 16:00 (UTC±0) | Mjølnir | 3:2 (20:25, 22:25, 25:17, 30:28, 15:10) | Fleyr | Badmintonhøllin, Klaksvík |

| 09.01.2021 16:00 (UTC±0) | SÍ | 1:3 (21:25, 25:21, 18:25, 22:25) | ÍF | Sørvágs skúli, Sørvágur |

| 23.01.2021 17:00 (UTC±0) | Mjølnir | 3:0 (25:20, 25:20, 25:17) | SÍ | Badmintonhøllin, Klaksvík |

| 24.01.2021 16:00 (UTC±0) | Fleyr | 1:3 (9:25, 22:25, 26:24, 13:25) | ÍF | Stórhøllin á Hálsi, Thorshavn |

| 30.01.2021 16:00 (UTC±0) | ÍF | 3:1 (22:25, 25:20, 25:23, 25:20) | Mjølnir | Ítróttar- & samkomuhøllin, Kambsdalur |

| 30.01.2021 16:00 (UTC±0) | SÍ | 0:3 (24:26, 17:25, 23:25) | Fleyr | Sørvágs skúli, Sørvágur |

### Półfinały
| 13.02.2021 15:00 (UTC±0) | ÍF | 3:0 (25:12, 25:21, 25:16) | SÍ | Badmintonhøllin, Klaksvík |

| 13.02.2021 19:00 (UTC±0) | Mjølnir | 3:1 (25:14, 25:16, 23:25, 25:18) | Fleyr | Badmintonhøllin, Klaksvík |

### Finał
| 27.02.2021 16:00 (UTC±0) | ÍF | 3:2 (21:25, 25:21, 25:20, 19:25, 15:12) | Mjølnir | Stórhøllin á Hálsi, Thorshavn |